# Consejo de Ministros de la República Socialista Soviética de Azerbaiyán
El Consejo de Ministros de la República Socialista Soviética de Azerbaiyán (en azerí: Azərbaycan SSR Nazirlər Soveti, en ruso: Совет министров Азербайджанской ССР) fue el máximo órgano ejecutivo y administrativo de la República Socialista Soviética de Azerbaiyán desde 1946 hasta 1991.

## Historia
En las primeras décadas de la existencia de la República Socialista Soviética de Azerbaiyán, tuvo como gobierno al Consejo de Comisarios del Pueblo, hasta que 1946 fue sustituido por el Consejo de Ministros. El Sóviet Supremo de la RSS de Azerbaiyán tenía como función formar al Consejo de Ministros en la primera sesión de la próxima convocatoria. El Presidente del Consejo de Ministros participó en la selección de su composición, y los candidatos fueron aprobados por el Sóviet Supremo. El Consejo de Ministros era el máximo órgano ejecutivo y administrativo del poder estatal, responsable ante el Sóviet Supremo y, entre el período entre sesione, ante el Presídium del Sóviet Supremo.
El edificio residencial de Baksovet sirvió como sede del Consejo de Ministros, así como del Comité Central del Partido Comunista de la RSS de Azerbaiyán.

## Lista de Presidentes
| N.º | Presidente | Presidente         | Partido político | Partido político  | Tenencia                                      |
| --- | ---------- | ------------------ | ---------------- | ----------------- | --------------------------------------------- |
| 1   |            | Teymur Kuliyev     |                  | Partido Comunista | 28 de marzo de 1946 - 6 de abril de 1953      |
| 2   |            | Mir Jafar Baghirov |                  | Partido Comunista | 6 de abril de 1953 - 20 de julio de 1953      |
| 3   |            | Teymur Kuliyev     |                  | Partido Comunista | 20 de julio de 1953 - 1 de marzo de 1954      |
| 4   |            | Sadig Rahimov      |                  | Partido Comunista | 1 de marzo de 1954 - 8 de julio de 1958       |
| 5   |            | Veli Ajúndov       |                  | Partido Comunista | 8 de julio de 1958 - 10 de julio de 1959      |
| 6   |            | Mammad Isgándarov  |                  | Partido Comunista | 10 de julio de 1959 - 29 de diciembre de 1961 |
| 7   |            | Anvar Alijánov     |                  | Partido Comunista | 29 de diciembre de 1961 - 10 de abril de 1970 |
| 8   |            | Alí Ibragimov      |                  | Partido Comunista | 10 de abril de 1970 - 22 de enero de 1981     |
| 9   |            | Hasan Seidov       |                  | Partido Comunista | 22 de enero de 1981 - 27 de enero de 1989     |
| 10  |            | Ayaz Mutallibov    |                  | Partido Comunista | 27 de enero de 1989- 26 de enero de 1990      |
| 11  |            | Hasan Hasanov      |                  | Partido Comunista | 26 de enero de 1990 - 7 de febrero de 1991    |